# 西武バス小平営業所

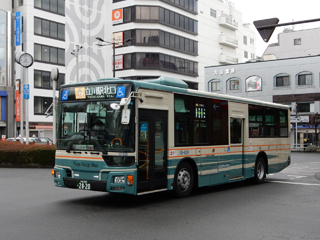
小平営業所所属車 (A5-826号車)
フルカラーLED行先表示器装備車

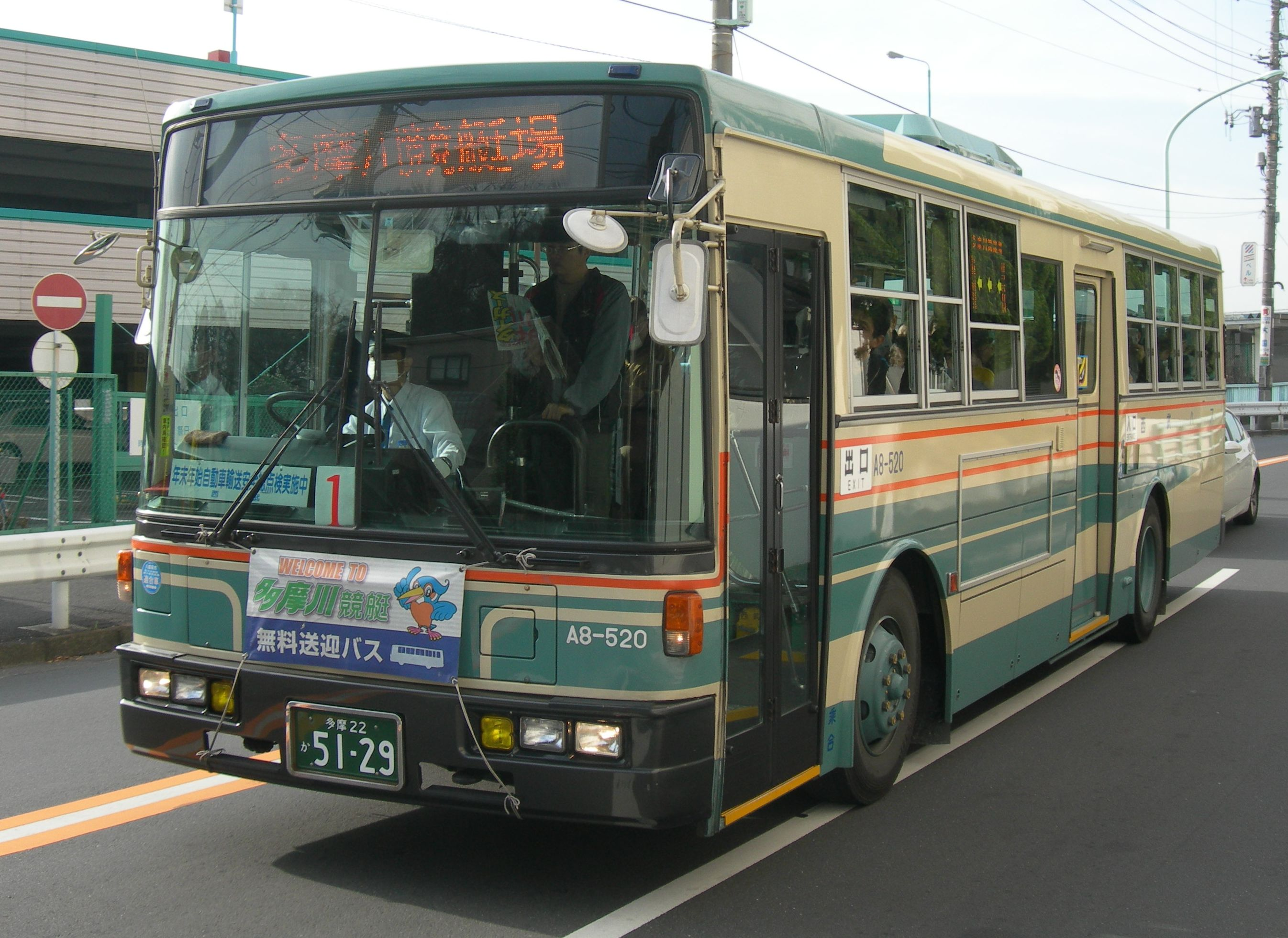
小平営業所所属車 (A8-520号車)
除籍済

西武バス小平営業所（せいぶバスこだいらえいぎょうしょ）は、東京都小平市小川町に位置する西武バスの営業所。

## 概要
小平市を中心に、東大和市・立川市・国分寺市・東村山市・清瀬市・東久留米市・小金井市の路線網を持つ。沿線自治体のコミュニティバスも受託しており、小平市コミュニティバス「にじバス」、東大和市「ちょこバス」、東村山市「グリーンバス」を運行している。
運行エリアはJR中央線の北側で、武蔵小金井駅 - 立川駅間の中央線各駅と、西武鉄道の各駅を南北に結ぶ路線が多い。運行エリアは滝山営業所とも重なる。

現・小平営業所の最寄り停留所名は「小平営業所」である。これは立川営業所を一時統合した際に「小平営業所」へ停留所名を変更したもので、それ以前は立川車庫なども含め「小平車庫」という停留所名で、行先表示も「小平車庫」であった。
2008年2月1日より、交通系ICカードPASMO・Suicaの運用を開始した。

## 現行路線
正式な停留所名は「西武バス立川営業所」であるが、以下便宜上「立川営業所」とする。

### 立川駅北口 - 東大和市駅 - 久米川駅方面
- 立34：立川駅北口 - 立川営業所 - 榎戸弁天 - 砂川九番 - 東大和市駅 - 東京街道団地 - 明法学院 - 八坂駅 - 久米川駅
- 立34-1：立川駅北口 - 立川営業所 - 榎戸弁天 - 砂川九番 - 東大和市駅 - 東京街道団地
- 久84：東大和市駅 - 東京街道団地 - 明法学院前 - 八坂駅前 - 久米川駅
- （出入庫）：小平営業所 - 東大和市駅 - 東京街道団地 - 明法学院前 - 八坂駅前 - 久米川駅
- （出入庫）：立川駅北口 - 立川営業所 - 榎戸弁天 - 砂川九番 - 小平営業所

立川駅北口へ乗り入れる西武バスで唯一、小平営業所が管轄する路線。管内屈指の最主力路線で運行本数も多い。かつては、方向幕に「第三小学校経由」と書かれていた。久84系統は区間便であり、以前は年末年始や大幅なダイヤ乱れの際に突発的に運行されるのみであった。現在は日中を中心に定期ダイヤが存在し、出入庫を兼ねている。
2023年7月1日より、立34の区間便として立34-1系統が新設された。運行は立川駅北口発が休日を除き日中時間帯と夜の一部、東京街道団地発が平日の朝1本・日中2本(※土曜ダイヤは日中2本)・休日の14時台1本と偏りがある。

### 武蔵小金井駅 - 花小金井駅 - 清瀬駅・滝山団地方面
- 武13：武蔵小金井駅 - 小金井橋 - 小金井公園西口 - 花小金井駅入口 - 花小金井五丁目 - 前沢宿 - 東久留米総合高校 - 清瀬駅南口
- 武15[2]：武蔵小金井駅 ← 小金井橋 ← 小金井公園西口 ← 花小金井駅入口 ← 花小金井五丁目 ← 滝山団地
- 清11：滝山団地 - 前沢宿 - 東久留米総合高校 - 清瀬駅南口

武蔵小金井と清瀬を小金井街道で一直線に結ぶ路線。2005年に滝山営業所から移管（武15と久留米西団地行きは一部）された。武13は1989年9月の運用持ち替えによって、清瀬営業所から滝山へ移管され、その際に滝山が出入庫系統である清11を新設した。滝山移管後しばらくしてから滝山営業所バス停まで延伸したが、小平移管によって滝山団地バス停発着へ短縮された。出入庫も兼ねる武15は一部を小平へ移管し、武蔵小金井で武13と武15を交代している。営業所への回送は基本的には新青梅街道経由である。
2016年4月1日、「農薬試験場」バス停が他の武蔵小金井駅 - 小金井公園 - 花小金井駅発着路線と共に「小金井公園北」バス停に名称変更された。

### 武蔵小金井駅 - 花小金井駅 - 昭和病院 - 小平駅方面
- 武17：武蔵小金井駅 - 小金井橋 - 日立国際電気 - 小平団地中央 - 若葉住宅 - 花小金井駅南口 - 昭和病院 - 小平駅入口[注 3] - 小平駅南口
- 花12：武蔵小金井駅 - 小金井橋 - 日立国際電気 - 小平団地中央 - 若葉住宅 - 花小金井駅南口

小平駅から青梅街道・小金井街道経由で運行されるが便数は寡少となっている。以前は「青梅街道」停留所から小金井街道に入ると武蔵小金井駅まで小金井街道を直進していたが、2000年の再編時に小平団地中央・日立国際電気経由に変更された。小平団地中央から昭和病院までは立川バスの国分寺駅 - 昭和病院・大沼団地線と一部を除き並行する。

### 武蔵小金井駅 - 小平団地 - 小平駅方面
- 武19：武蔵小金井駅 - 小金井橋 - 日立国際電気 - 小平団地中央 - 一橋学園駅 - （←松ヶ丘住宅入口 / 小平中央公民館→） - 山王住宅 - 小平第一小学校 - 小平営業所
- 武20：武蔵小金井駅 - 小金井橋 - 日立国際電気 - 小平団地中央 - 学園東町 - 小平駅入口 - 小平駅南口
- 武20-1：武蔵小金井駅 - 小金井橋 - 日立国際電気
- 武20-2：武蔵小金井駅 ← 小金井橋 ← 小平団地中央
- （出入庫）：小平駅南口 - 青梅街道駅 - 新小平駅 - 小平第一小学校 - 小平営業所

武17と同じく小平と武蔵小金井を結ぶ路線であるが、こちらは学園東町を経由する。
武20は従来はあかしあ通り経由で運行していたが、小平市コミュニティバス「にじバス」と経路が重複するため、2008年12月16日から学園東町経由に経路変更している。
出入庫系統は都営バス梅70系統と小平駅南口 - 小川寺前で経路重複している。武19は、一橋学園駅 - 山王住宅間は往路と復路で経路が異なる。
道路事情の関係で、先の武17・花12と共に中型長尺車を中心に運用されていたが、車両代替が進み、現在は大型短尺車で運用されている。

### 国分寺駅北入口 - 一橋学園駅 - 小平駅方面
- 寺61：国分寺駅北入口 - ルネサス武蔵 - 一橋学園駅 - 学園東町 - 小平駅入口 - 小平駅南口
- 寺62：国分寺駅北入口 - ルネサス武蔵 - 一橋学園駅 - 山王住宅 - 青梅街道駅 - 小平駅入口 - 小平駅南口
- 寺62-1：国分寺駅北入口 - ルネサス武蔵 - 一橋学園駅
- 寺63：国分寺駅北入口 - ルネサス武蔵
- 寺64：国分寺駅北入口 → ルネサス武蔵 → 一橋学園駅 → 山王住宅 → 新小平駅 → 山王住宅 → 一橋学園駅 → ルネサス武蔵 → 国分寺駅北入口
- 寺64-1：新小平駅 → 小平警察署 → 山王住宅 → 一橋学園駅 → ルネサス武蔵 → 国分寺駅北入口(朝1本のみ)

国分寺駅（北入口）から山王住宅付近を経由する路線は、数回の経路変更や行先変更などを重ねている。起点の「国分寺駅北入口」停留所は駅前ではなく西武多摩湖線国分寺駅ホーム脇にあり、かつて「国分寺車庫」という名称だった。国分寺駅北入口からしばらくの区間は、西武多摩湖線に並行するバス専用道路を走行する。2008年12月16日に寺62の路線形態が見直され、新小平駅非経由に変更と同時に平日日中の運転に変更。新たに国分寺駅 - 新小平駅の需要増に応える形で寺64・64-1が新設された。2020年12月23日に国分寺駅北口交通広場が開設され、後述の武蔵野美術大学方面線は国分寺駅北口ロータリーの発着に変更されたが、当路線では引き続き西武多摩湖線国分寺駅ホーム脇の「国分寺駅北入口」停留所から発着する。寺62・64・64-1系統は平日のみ運転されていて、途中に狭隘路があるため中型車で運用される。なお、国分寺と小平を結ぶ路線としては、他に銀河鉄道（独立系事業者）の小平国分寺線がある。
2023年10月1日、寺62-1系統が新設された。一橋学園駅の停留所は寺61・武19系統が駅北東側の学園中央通り上に、寺62・64系統が駅西側の通り上にあるが、この系統は出入庫を兼ねているため寺62・64の停留所を使用する。

なお、 国分寺車庫発着路線はかつて所沢営業所が受け持っていた。

### 国分寺駅北口 - 津田塾大学 - 武蔵野美大方面
- 寺71：国分寺駅北口 - 東恋ヶ窪 - 津田塾大学 - 鷹の台駅入口 - 武蔵野美術大学
- 寺72：国分寺駅北口 - 東恋ヶ窪 - 津田塾大学 - 鷹の台駅入口 - 武蔵野美術大学 - 小平営業所
- （出庫）：国分寺駅北入口 ← 東恋ヶ窪 ← 津田塾大学 ← 鷹の台駅入口 ← 武蔵野美術大学 ← 小平営業所

国分寺駅北口ロータリーから発着する西武バス唯一の路線で、連雀通り・府中街道経由で小平市小川町の武蔵野美大、一部は小平営業所まで運行される。武蔵野美大の催事日には、途中無停車の臨時直通バスが運行される場合がある。2018年3月16日より、武蔵野美術大学停留所が、新たに整備されたバス折返場内に設置され、それまでの終点だった武蔵野美術大学停留所が武蔵野美術大学正門に、鷹の台停留所が水車通りに、津田町停留所が鷹の台駅入口にそれぞれ改称された。また小平営業所発着便は青梅街道から小平3・3・3道路経由に変更され、小平第十二小学校停留所を新設（営業所行きのみ）、小川三叉路停留所を経由しなくなった。
2020年12月23日より、国分寺駅北口ロータリー（4番のりば）へ発着地が変更された。それ以前は前述の小平駅方面線と同様に国分寺駅北入口から発着し、西武バス専用道を走行していた。国分寺駅北口から一度東に進み、国分寺街道を経由して連雀通りに入るため、北入口発着時代と比較して所要時間が延びたが、第三小学校までの間に停留所は新設されていない。これと同時に、小平営業所発着便の系統番号が寺71−1から寺72へ変更された。
かつては、終点の停留所名が小川上宿美大前（後に武蔵野美術大学に改称、現在の武蔵野美術大学正門）だったため、巻取式方向幕で終点の表示は、小川上宿美大前→小川上宿（武蔵野美大前）とされていた。また、鷹の台停留所は鷹の台駅からは離れているため、電車を利用する際は津田町（現在の鷹の台駅入口）停留所での下車を促すアナウンスが流されていた。

2018年以降、立川バス上水営業所に立川駅から武蔵野美術大学を結ぶ路線（立30）が開設され、立川駅発着の方が利便性が良いからか、国分寺駅発着であるこちらの系統は近年では減便される傾向にある。

### 立川駅南口 - 三井アウトレットパーク入間方面
- 立70：立川駅南口 -（直通）- 三井アウトレットパーク（立川営業所・立川バス福生営業所と共同運行）

2011年11月19日に土曜・日祭日のみ運行を開始したが、東京都シルバーパスは利用できない。立川駅南口は立72と同じ1番のりばから発車する。西武バス便は前乗り中降り、立川バス便は中乗り前降りと乗降方式が違う。時期不明だが、以前は飯能営業所が担当していたものの、小平営業所と立川営業所で共同運行となっており、2018年3月16日の路線改変で更新された際の路線図に小平営業所の路線図にも反映された。2023年（令和5年）1月9日運行をもってより長期運休を経て、2023年12月31日廃止（予定）。

## 廃止・移管路線
立川営業所に移管された路線は、西武バス立川営業所を参照のこと。
- 立33：立川駅北口 - 立川車庫 - 榎戸弁天 - 砂川九番 - 小平車庫 - 小平第一小学校 - 小川駅 - 八坂駅 -（久米川団地入口→）（←南久米川）- 久米川駅
- 系統番号なし：小平車庫 - 小平第一小学校 - 小川駅  - 八坂駅 -（久米川団地入口→）（←南久米川）- 久米川駅
東大和市駅経由の立34と異なり、小川駅を経由していた。乗客の少なさから1990年頃に廃止、後述の立43に変更されている。なお、2016年10月16日運行開始の立川営業所担当（立川駅北口 - 立川営業所 - 榎戸弁天 - 砂川九番 - 小平営業所 - 小川一番 - 東大和市駅線）と直接の関連はない。
- 立43：立川駅北口 - 立川車庫 - 榎戸弁天 - 砂川九番 - 小平車庫 - 小川寺 - JR新小平駅 - 青梅街道駅 - 小平駅入口 - 小平駅南口
立33廃止後に設定された路線で、運用上の都合により廃止され、現在では同区間は立川駅北口〜小平営業所間及び小平営業所〜小平駅南口間の出入庫系統に分離されている。
- 立38（初代）：立川駅北口 - 立川車庫 - 榎戸弁天 - 砂川九番 - 東大和市駅 - 芝中団地
1982年12月16日に廃止され、立38（2代）が新設された。
- 立38（2代）：立川駅北口 - 立川営業所 - 榎戸弁天 - 砂川九番 - 東大和市駅 - 庚申塚 - 芝中団地東 - 長円寺
1982年12月16日の初代廃止によって長円寺まで延伸、小平営業所から（旧）立川営業所へ移管された。1996年の小平営業所統合後1998年の多摩都市モノレール線開業によって現立川営業所運行の立45に代替廃止
- 花11：花小金井駅南口 - 嘉悦大学入口 - 一橋学園駅 -（中央公民館→）- 山王住宅 - 小平第一小学校 - 小平営業所
- 武18：武蔵小金井駅 - 小金井橋 - 小金井公園西口 - 若葉住宅 - 小平団地東 - あかしあ通り - 小平駅入口 - 小平駅南口
2000年10月1日、武17を経路変更して統合したため廃止された。
- 寺62（初代）：国分寺車庫 - 日立武蔵 - 一橋学園駅 - 青梅街道駅 - 小平駅入口 - 小平駅南口
- 寺62（2代）：国分寺駅北入口 - ルネサス武蔵 - 一橋学園駅 - 山王住宅 - 新小平駅 - 小平市役所 - 青梅街道駅 - 小平駅入口 - 小平駅南口
1987年[要出典]に新小平駅経由へ変更したが、2008年12月16日より非経由へ戻された。
- 寺72（初代）：国分寺車庫 → 向ヶ丘 → 津田塾大学 → 鷹の台 → 小川上宿美大 → 小平第一小学校 → 津田塾大学 → 国分寺車庫（循環）
- 寺71（先代）：国分寺駅北入口 - 東恋ヶ窪 - 津田塾大学 - 鷹の台駅入口 - 武蔵野美術大学
国分寺駅北口交通広場の開設に伴い、2020年12月22日限りで国分寺駅北口ロータリー発着へ変更。
- 寺71-1（先代）：国分寺駅北入口 - 東恋ヶ窪 - 津田塾大学 - 鷹の台駅入口 - 武蔵野美術大学 - 小平営業所
国分寺駅北口交通広場の開設による発着場所の変更に伴い、2020年12月22日をもって廃止。
- 久81（初代）：久米川駅 - 美住町二丁目 - 庚申塚 - 南街入口 - 南街 - 桜街道 - 団地入口 - 村山団地
1998年頃に多摩都市モノレール線部分開業によって、上北台駅経由に経路変更。
- 久81（2代）：久米川駅 - 久米川団地入口 - グリーンタウン美住 - 庚申塚 - 芝中団地 - 上北台駅 - 村山団地
2003年2月28日に廃止された。
- 久82（初代）：久米川駅 - 東京街道団地 - 庚申塚 - 南街入口 - 南街 - 桜街道 - 団地入口 - 村山団地（循環、村山団地始終発両方あり）
1983年[要出典]9月1日に2代目へ変更。
- 久82（2代）：久米川駅 - 美住町二丁目 - 庚申塚 - 芝中団地
1998年頃に多摩都市モノレール線開業によって上北台駅まで延伸した。
- 久82（3代）：久米川駅 - 久米川団地入口 - グリーンタウン美住 - 庚申塚 - 芝中団地 - 上北台駅
2003年2月28日に廃止された。
- 久83：久米川駅 - 八坂駅 - 東京街道団地
1997年頃に、1999年事業開始の東京街道団地建替事業に伴う折返場を含む再開発に先立ち久84系統に代替廃止された。
- 東大和01：東大和市駅 → 新堀郵便局 → 団地西 → 東大和市役所 → 新街道 → 東大和市駅（左回り）
- 東大和02：東大和市駅 → 新街道 → 東大和市役所 → 団地西 → 新堀郵便局 → 東大和市駅（右回り）
2003年10月16日に新設された東大和循環路線。一部が玉21・22と重複していたため、2007年3月30日に廃止された。
- 玉21：玉川上水駅 → 南街 → 東大和市駅 → 新堀郵便局 → 団地西 → 東大和病院 → 南街 → 玉川上水駅（左回り）
- 玉21-1：玉川上水駅 - 南街 - 東大和市駅
- 玉22：玉川上水駅 → 南街 → 東大和病院 → 団地西 → 新堀郵便局 → 東大和市駅 → 南街 → 玉川上水駅（右回り）
東大和市内の循環路線。東大和01・02を2007年3月30日に経路変更して玉川上水駅発着としたもの。玉21-1は小平営業所への出入庫を兼ねた区間便。設定以降減便傾向が続き、平日のみ運転となったが、2011年6月16日に廃止。
- （出入庫）：小平営業所 - 小平第一小学校 - 山王住宅 - 一橋学園駅 - 小平団地 - 喜平橋 - 小金井橋 - 武蔵小金井駅
- （出入庫）：小平営業所 - 小川寺 - 小川駅 - 八坂駅 - 久米川駅
- 多摩川競艇場無料送迎バス
  - 多摩川競艇場 - 府中本町駅
  - 多摩川競艇場 - 多磨霊園駅

一般路線ではなく、貸切免許による無料送迎バス。多磨霊園駅での発着場は駅前ではなく、南に少し離れた駐車場であった。2015年度より京王自動車（特定バス）に移管された。

## 車両
- 一般路線車は、西武バスの他の多くの営業所と同様に、2010年式までは日産ディーゼル製で統一されていたが、日産ディーゼルのバス製造事業撤退を受け、2011年式より三菱ふそう製の車両が導入されている。
- 2017年・2018年にはいすゞ自動車製の中型車が、2020年からは大型車が導入されており、前者は寺62・64・64-1系統を中心に、後者は以前在籍していた中型長尺車の代替として武20系統とその出入庫路線を中心に運用されている。
- コミュニティバス用の車両については、当該記事を参照。
- 2007年から、方向指示器と連動して電子音（左折アラーム）が鳴るように改造されている。電子音が鳴るだけで「左に曲がります」といった音声ガイダンス機能はない。
- 2016年から、練馬営業所などに先行して投入されていたカラーLEDの行先表示器が導入されている。